# Isla Barren
Barren (en hindi: बैरन द्वीप) es una isla que se encuentra en el mar de Andamán, siendo una de las más orientales de las islas Andamán. Es además el único volcán activo conocido en el sur de Asia.[cita requerida] Junto con el resto de las islas Andamán, es parte del territorio indio Unión de Andamán y Nicobar. Se encuentra a unos 135 kilómetros al noreste de la capital del territorio, Puerto Blair. La primera erupción registrada del volcán se remonta a 1787. Desde entonces el volcán ha hecho erupción más de diez veces, siendo la más reciente la que se produjo en mayo de 2008.
Otras erupciones fueron registradas en 1789, 1795, 1803-04, y 1852. Después de casi un siglo y medio de tranquilidad, la isla tuvo otra erupción en 1991, que duró seis meses y causó daños considerables.[cita requerida] Se sucedieron nuevas erupciones en 1994, 1995, 2005 y 2007, siendo este última considerada como vinculada con el terremoto 2004 del océano Índico. 
Esta isla volcánica se encuentra en medio de un cinturón de volcanes en el borde de las placas tectónicas de la India y Birmania (Myanmar). Narcondum es un volcán inactivo en la zona, además de que existen algunos volcanes submarinos, como Alcock y Sewell.
La elevación más alta de la isla es de 354 metros, estando la mayoría del volcán primitivo bajo el agua (de pie en el lecho marino a 2.250 metros bajo el nivel del mar). La isla tiene 3 km de diámetro y una superficie total de 10 km².
Es una zona árida deshabitada por los seres humanos, aunque tiene una pequeña población de cabras. También las aves, murciélagos, zorros voladores y algunas especies de roedores como las ratas sobreviven a las duras condiciones.